# Rezerwat przyrody Kresy
Rezerwat przyrody Kresy – leśny rezerwat przyrody o powierzchni 183,00 ha (przed 2023: 182,35 ha) położony w gminie Nowy Duninów, na terenie leśnictwa Duninów, nadleśnictwa Gostynin. Został utworzony w 1988 r. w celu ochrony naturalnych zbiorowisk oligotroficznych boru świeżego, mieszanego wilgotnego, bagiennego oraz, fragmentu boru suchego oraz torfowiska przejściowego „Mysadle" (wg zarządzeń ustanawiających: torfowiska wysokiego) z ciekawą florą hydrofitową, dodatkowo obszar urozmaicają wydmy porośnięte sosnami. Leży w obrębie Gostynińsko-Włocławskiego Parku Krajobrazowego.